# パトリオット (ブルーベリー)
パトリオット（Patriot）とは、ブルーベリーの品種の一つ。1954年に交配され、1957年に選抜された。開発コードはME-US32。1976年、アメリカ建国200年祭に発表された為、Patriot＝愛国者と名付けられた。

## 概要
デキシーとミシガンのローブッシュの交配種と、アーリーブルーを交配親とする。アーリーブルーからは早生の性質、デキシーからは果実の大粒性や不安定な完熟期、ミシガンのローブッシュからは耐寒性などを継承した。交配親の特徴が色濃く遺伝し、如実に特徴として現れる品種として知られる。
果実は育ち始めた頃から強く扁平する。幼果の段階から果実が扁平する品種は稀有である。半樹高ハイブッシュ系のノースブルーも、果実が幼果の段階から扁平し、パトリオットとは共通点が多い。
冷涼な気候の土地で開発されたため耐寒性に優れる。樹勢は強く、葉は長く鋸状に展開し、花冠は緑、黄緑色で小さい。これらはいずれもローブッシュに見られる特徴でもある。蕾は開花以前はやや赤みを帯び、後若干黄色の混ざった白へ変色する。
土壌への適応力は強いが、水はけの悪さには弱い。栽培にあたっては過湿などに注意する必要がある。